# 一色町
一色町（いっしきちょう）は、かつて愛知県幡豆郡にあった町。2011年（平成23年）4月1日に西尾市に編入された。現在の西尾市南西部に相当する。カーネーション生産やウナギ養殖で知られていた。

## 地理
三河湾に面しており、三河湾内の佐久島も町域に含む。矢作川三角州先端部の干拓地上にあるため、町全体が低平地。矢作川は1605年に開削された流路により西尾市と碧南市の境から流れ出ているが、それ以前は一色町と東の吉良町との境に下流部があった。かつての本流は現在は矢作古川と呼ばれる。
- 三河湾
- 矢作川
- 矢作古川

### 隣接している自治体

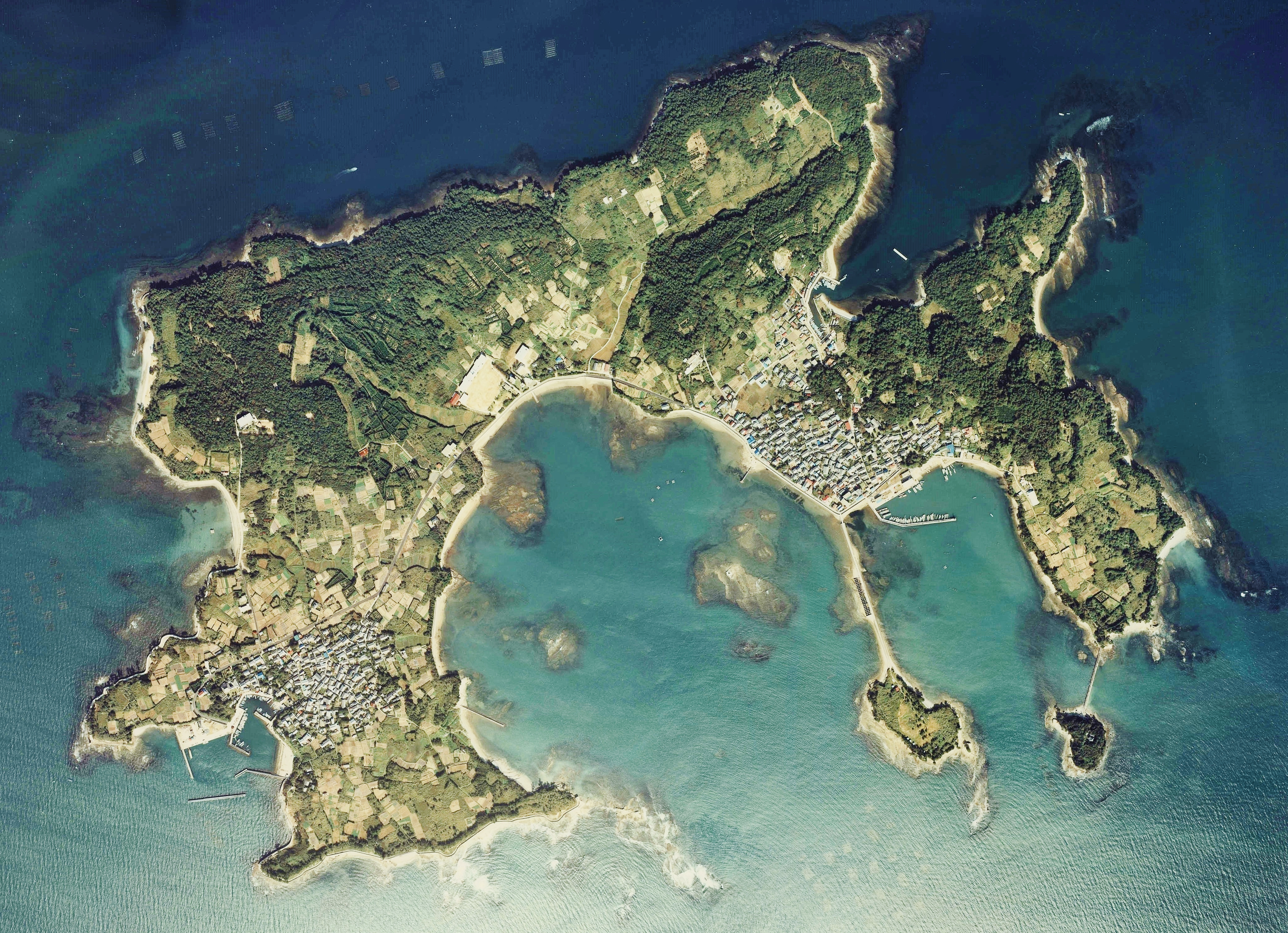
三河湾に浮かぶ佐久島

- 西尾市
- 幡豆郡吉良町

## 歴史
中世には足利氏の支族・一色氏が本拠を置いた。江戸時代、町域の大部分は西尾藩の所領であった。大塚村、松木島村、佐久島村は大多喜藩領であり、千間村、生田村、酒手島村は松平筑後守領であった。

### 沿革
- 1889年（明治22年）10月1日 - 町村制施行に伴い、一色村・藤江村・坂田新田の区域をもって幡豆郡一色村が発足。
- 1892年（明治25年）5月13日 - 一色村が町制施行して（旧）一色町が発足。
- 1906年（明治39年）5月1日 - 一色町が栄生村、五保村、衣崎村、味沢村と合併し、一色村が発足。
- 1923年（大正12年）10月1日 - 一色村が町制施行して一色町が発足。
- 1954年（昭和29年）8月1日 - 佐久島村を編入。
- 2011年（平成23年）4月1日 - 吉良町・幡豆町とともに西尾市に編入された。同日一色町廃止[1]。

## 行政

### 歴代町長
- 初代 - 徳倉広吉（1920年 - 1924年）
- 2代 - 都築嘉右衛門（1924年 - 1928年）
- 3代 - 太田賛平（1928年 - 1934年）
- 4代 - 杉浦逸蔵（1934年 - 1935年）
- 5代 - 徳倉充治（1935年 - 1936年）
- 6代 - 伊藤忠治郎（1936年 - 1940年）
- 7代 - 高須彦三郎（1940年 - 1941年）
- 8代 - 徳倉充治（1941年 - 1943年）
- 9代 - 伴芳雄（1943年 - 1947年）
- 10代 - 杉江平三郎（1947年 - 1951年）
- 11代 - 鈴木三之助（1951年 - 1959年）
- 12代 - 徳倉六兵衛（1959年 - 不明）
- 都築譲（2006年2月18日 - 2011年3月31日）

### 姉妹都市
- 田野町（宮崎県宮崎郡）
  - 1966年4月：姉妹提携

## 経済

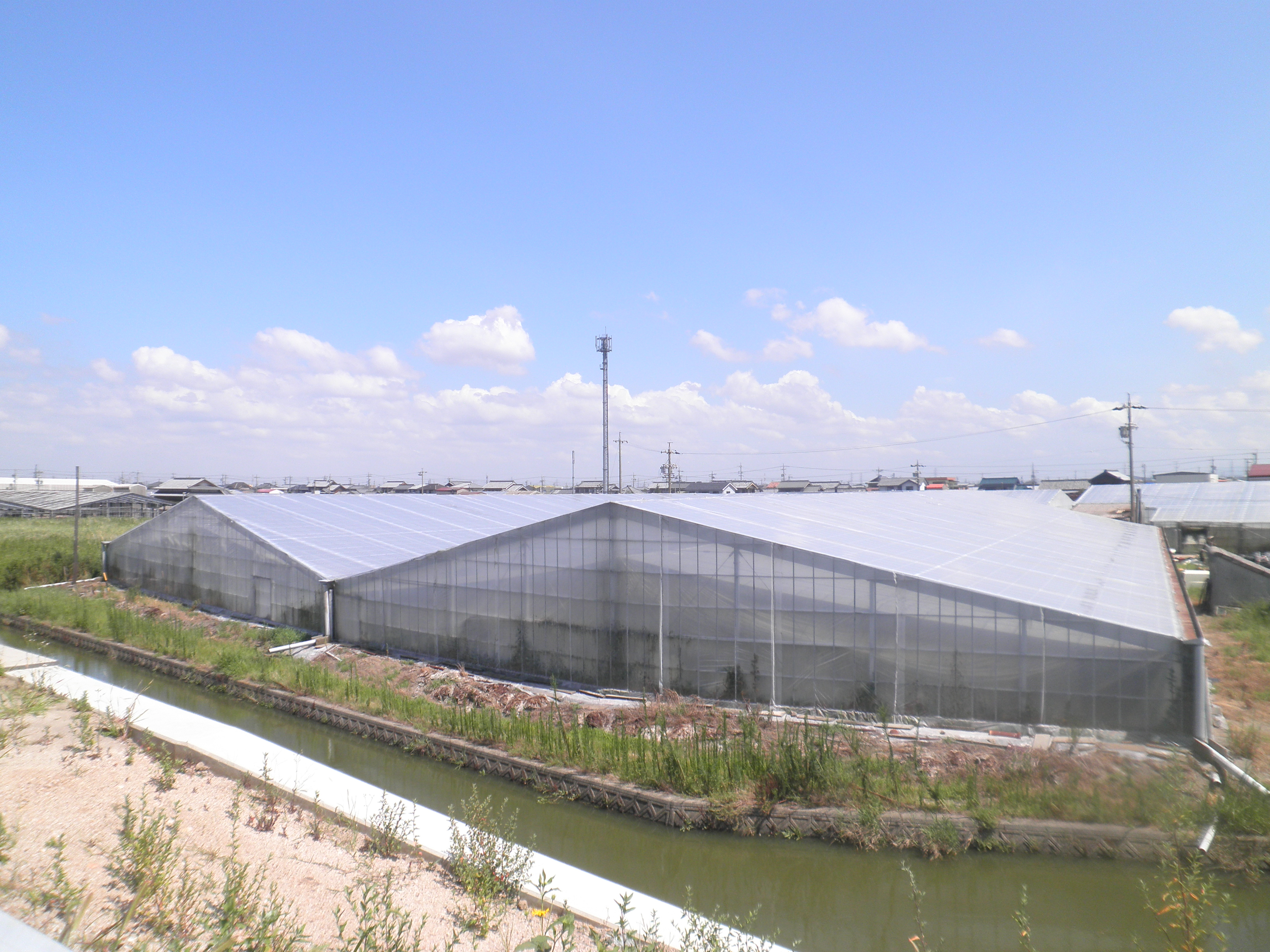
一色町の養鰻場

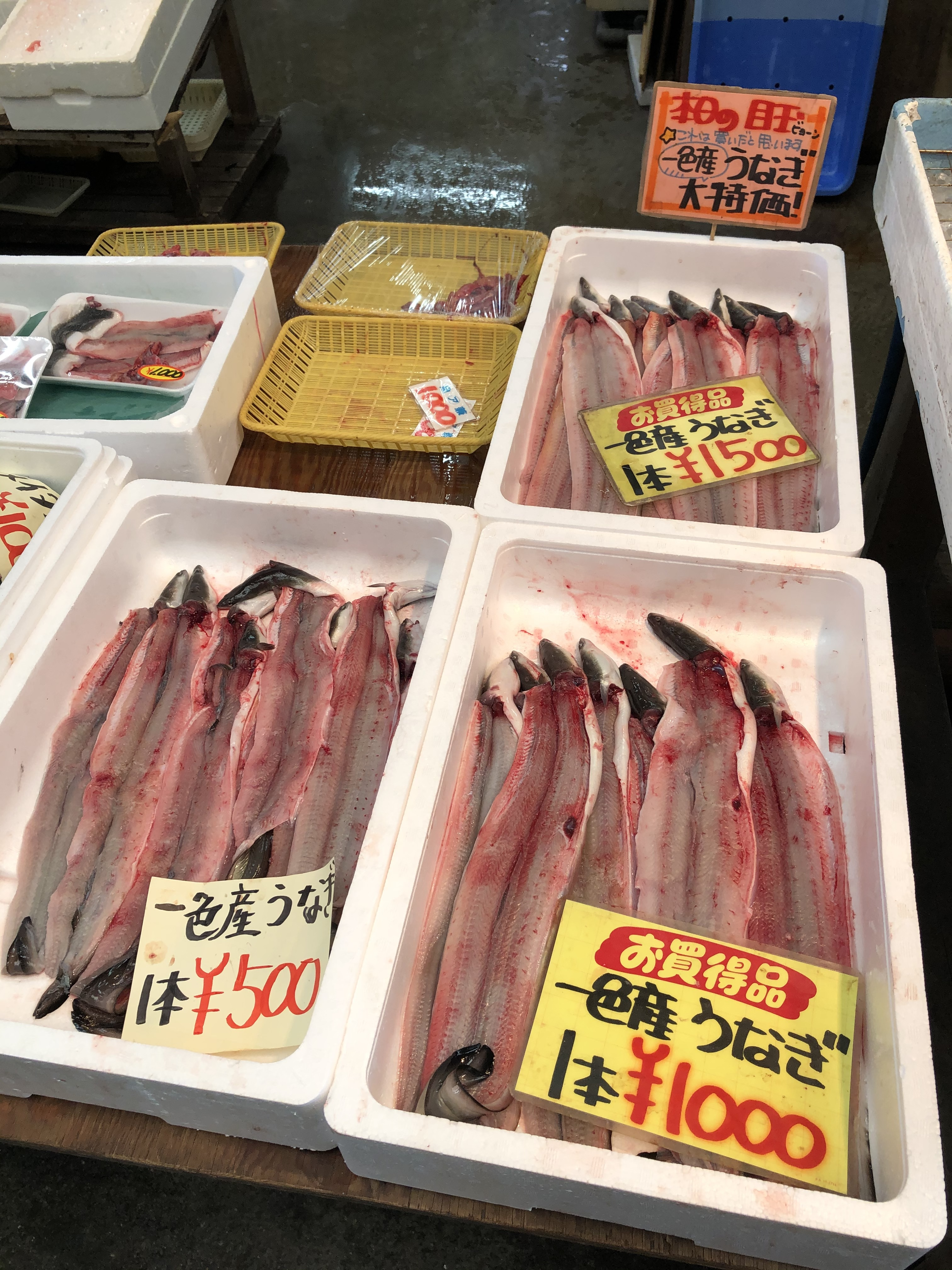
一色うなぎ

### 農業
大消費地名古屋市を背景にした近郊農業地域で、野菜や花卉の生産が中心。1960年（昭和35年）にはカーネーションの生産が開始された。カーネーションの市町村別生産額は全国有数であり、2005年（平成17年）に市町村別統計が廃止されるまでは一色町が全国第1位だった。

### 漁業
漁業はウナギ、カキ、ノリなどの養殖漁業を主とする。底引網漁も行われており、えびせんべいをはじめとする水産加工、漁網製造など、漁業関連工業も盛ん。
ウナギ養殖は1904年（明治37年）以来行われていたが、1959年（昭和34年）の伊勢湾台風で大被害を受けた際、海岸近くの田畑を養鰻池に転換して以降発展した。1983年（昭和58年）からは市町村別生産量日本一を続けていた。年に6,000トン前後を生産し、2006年度には日本全体の約4分の1であった。2007年（平成19年）11月には「一色産うなぎ」が地域団体商標登録された。

## 教育

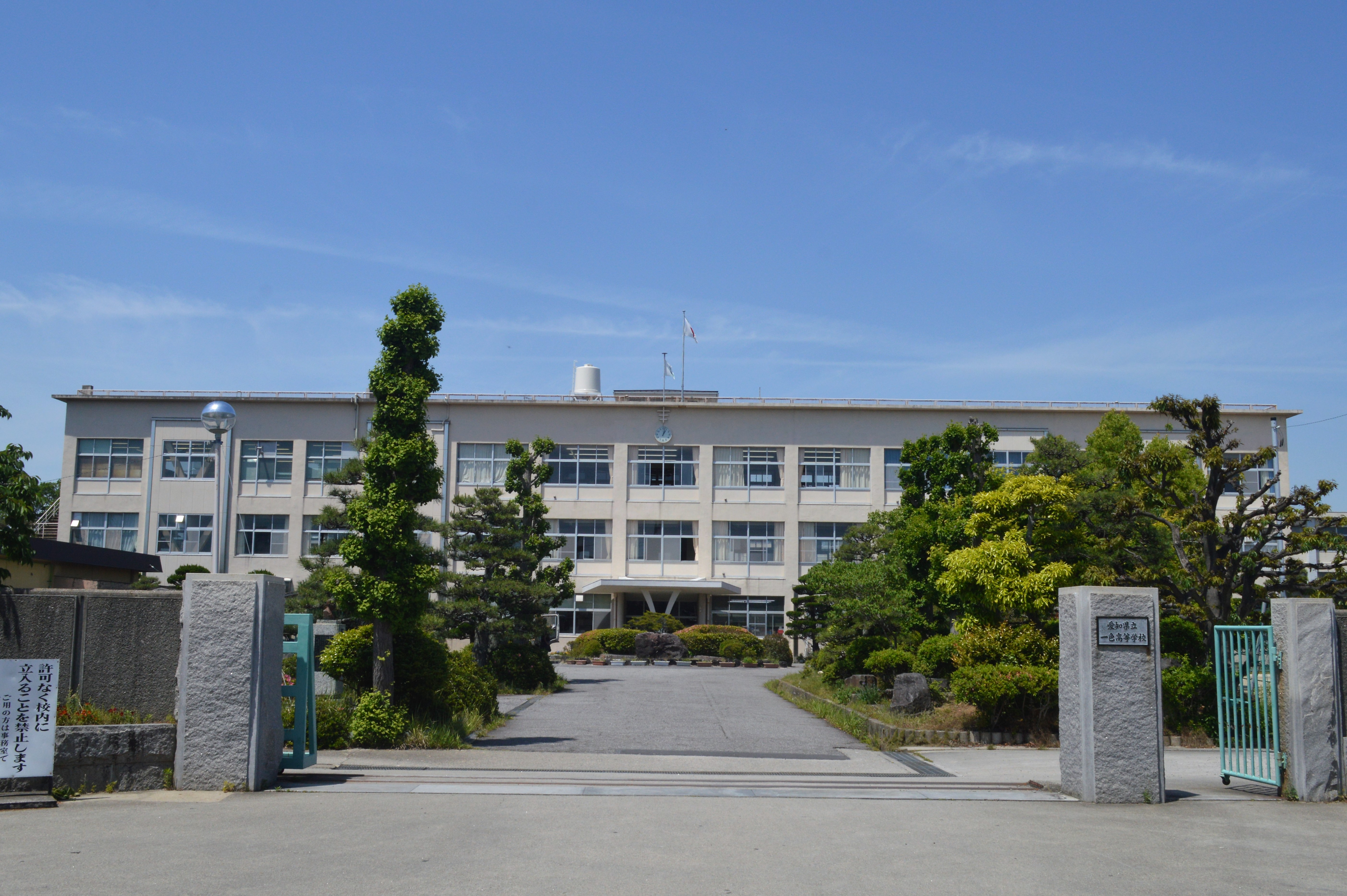
愛知県立一色高等学校

### 保育園
- 一色町立一色保育園
- 一色町立東部保育園
- 一色町立中部保育園
- 一色町立西部保育園
- 一色町立南部保育園
- 一色町立佐久島保育園

### 幼稚園
- はずみやこ幼稚園（学校法人青山学園）

### 小学校
- 一色町立東部小学校
- 一色町立中部小学校
- 一色町立西部小学校
- 一色町立南部小学校
- 一色町立佐久島小学校

### 中学校
- 一色町立一色中学校
- 一色町立佐久島中学校

### 高等学校
- 愛知県立一色高等学校

## 施設
郵便局
- 一色郵便局（集配局・取扱局番号：21041）
- 西一色郵便局（無集配局・21608）
- 松木島郵便局（無集配局・21317）
- 佐久島郵便局（無集配局・21142）

警察署
- 愛知県西尾警察署
  - 町内には一色幹部交番と赤羽、松木島、佐久島の3駐在所がある。

文化施設
- 一色地域文化広場
  - 一色町公民館
  - 一色町学びの館

## 交通

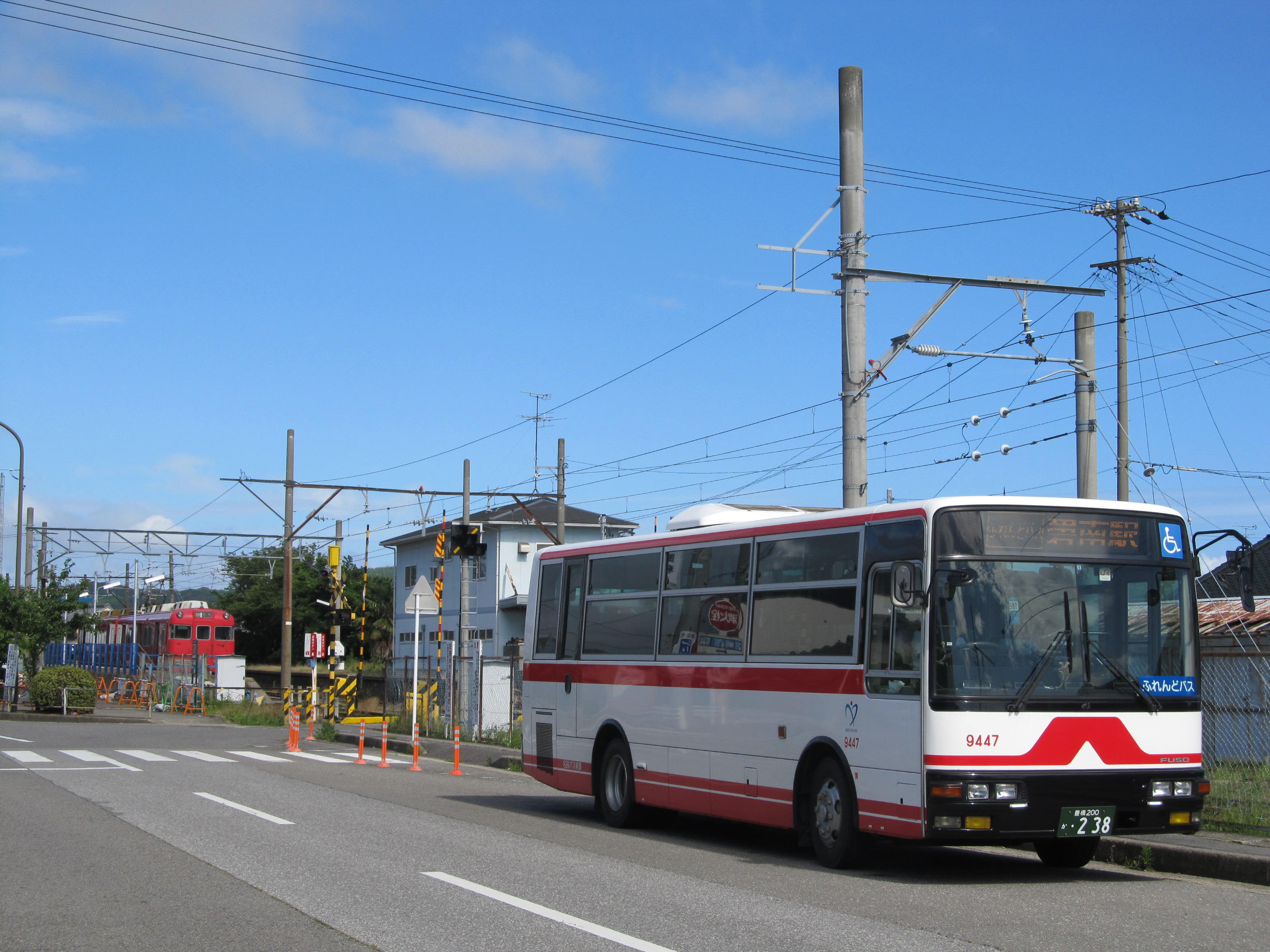
ふれんどバス

### 鉄道
- 最寄駅 : 吉良吉田駅（名鉄西尾線・蒲郡線） 名鉄名古屋駅から急行利用で約90分。一色町市街まではバスで約12分。
  - 名鉄三河線の碧南駅 - 吉良吉田駅間が2004年4月1日をもって廃止されたため、町内を通る鉄道はなくなった。町内には西一色駅・三河一色駅・松木島駅の各駅があった。
- 最寄駅 : 福地駅（名鉄西尾線）。開業時は一色口駅を名乗った。名鉄東部交通「一色線」福地バス停で福地駅と連絡する。

### バス
町内を通るバスは一色町公民館を拠点に運行されている。
- ふれんどバス
  - 名鉄三河線の区間の廃止に伴う代替輸送機関として、一色町を含む旧沿線自治体が名鉄バス東部に委託する形で運行されている。碧南駅、碧南高校と吉良吉田駅、吉良高校を結び、町内には一色高校西、味浜西、大宝橋、一色町公民館、松木島の5停留所が置かれている。
  - 2020年よりmanacaが利用できる。
- 名鉄東部交通バス
  - 西尾駅方面と結ぶ「一色線」があり、一色さかな広場・佐久島行船のりば〜一色町公民館〜一色大宝橋〜一色中町〜満国寺前を経て、西尾駅、西尾市民病院前に至る。自治体が運行補助金を拠出し路線を維持している。名鉄三河線廃止前にもこの系統は運行されており、当時の終点は三河一色駅前だった。
  - 一色町内を通るバス路線では唯一、トランパスが利用可能であった。manacaは利用できない。

- 一色地区コミュニティバス「いっちゃんバス」
  - 町内各地を巡回している。西尾市に編入後の2017年10月1日に運行を開始した。

### 道路
一般国道
- 国道247号

主要地方道
- 愛知県道12号豊田一色線

一般県道
- 愛知県道313号荻原一色線
- 愛知県道314号西尾一色線（1994年4月1日に愛知県道12号の一部に組み込まれる）
- 愛知県道476号一色港線

### 船舶
- 一色町営渡船 - 佐久島行き町営連絡船
  - 通常期ダイヤは2時間ごとに計6往復運行されるが、7月20日〜8月20日の夏期特別ダイヤは8〜10往復に増便される。
  - 西尾市への編入後は西尾市営渡船に名称変更。カーフェリーではないためマイカーで佐久島へは渡れない。

## 娯楽
昭和30年代の映画黄金期、一色町には映画館の朝日座と一色映画劇場があった。なお、1960年（昭和35年）の幡豆郡には、幡豆映画劇場（幡豆町）、横映劇場（吉良町）、吉田座（吉良町）も含めて5館の映画館があった。
- 朝日座 - 亥新田にあった映画館。
- 一色映画劇場 - 上栄町にあった映画館。「一映」とも。

## 名所・旧跡・観光スポット

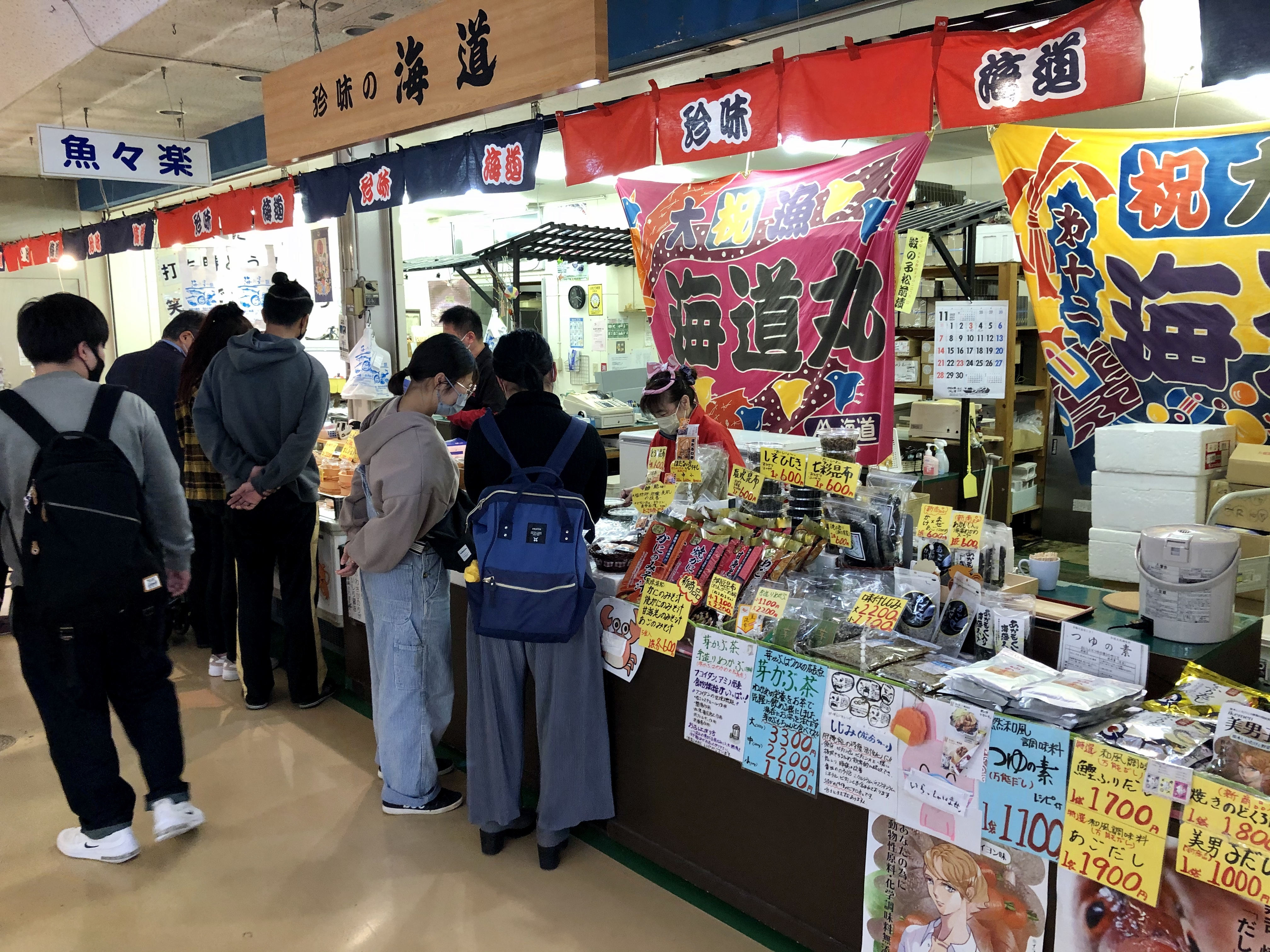
一色さかな広場

- 諏訪神社（三河一色諏訪神社） - 8月の第4土曜・日曜に三河一色大提灯まつりを開催。
- 八王子神社
- 愛宕神社
- 八劔神社・神明社 - 佐久島。
- 赤羽別院親宣寺
- 崇運寺 - 佐久島。
- 阿弥陀寺 - 佐久島。
- 佐久島 - 三河湾に浮かぶ離島。
- 一色さかな広場 - 魚介類の総合市場。一色港に隣接。
- 一色町学びの館 - 図書館と資料館の複合施設。

## 祭事・催事

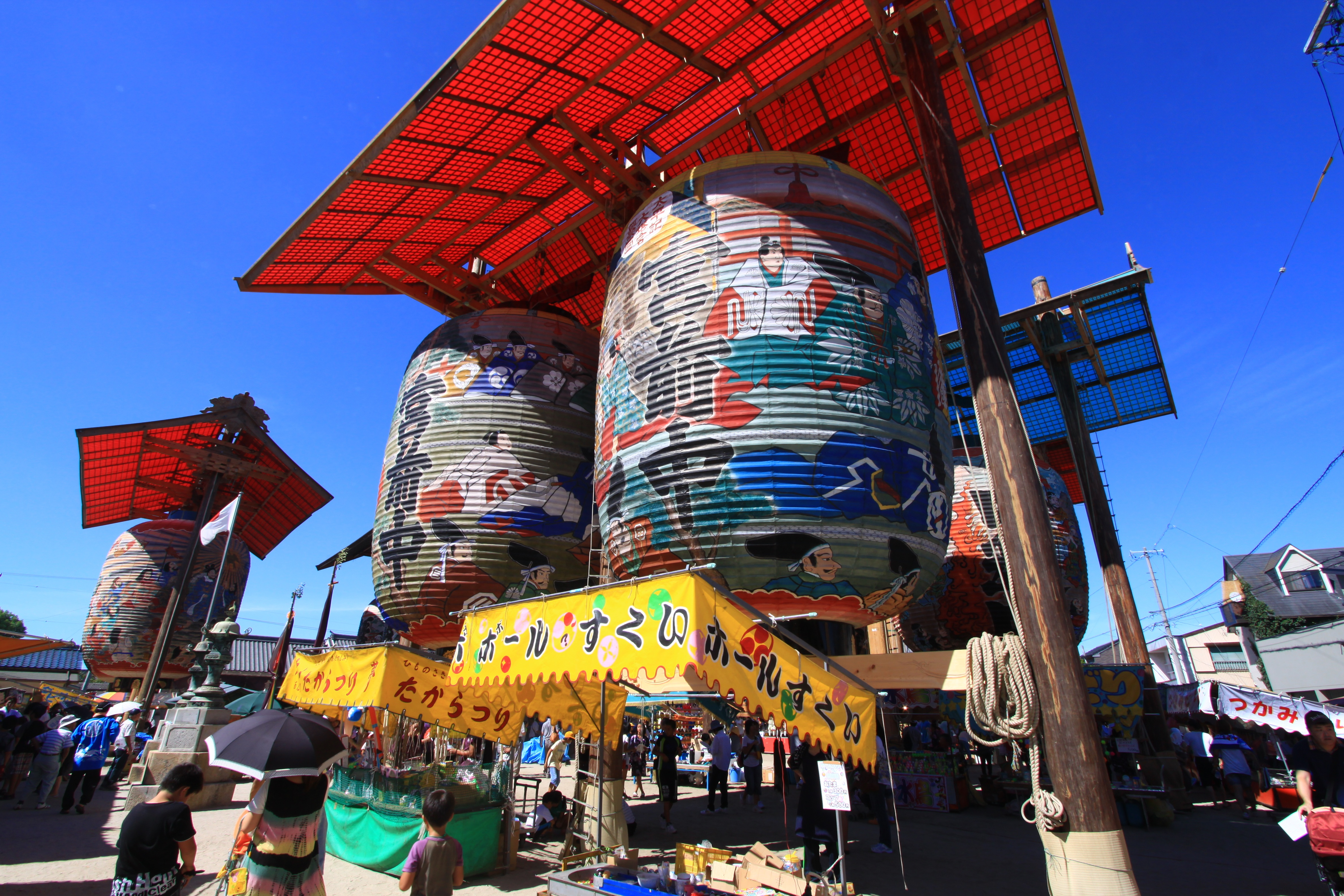
諏訪神社の三河一色大提灯まつり

- 三河一色大提灯まつり - 三河一色諏訪神社の祭礼。愛知県有形民俗文化財。
- YOMISE ウキウキ通り - 毎年7月の最終土曜日に行われる商店街のお祭り。

## 出身者

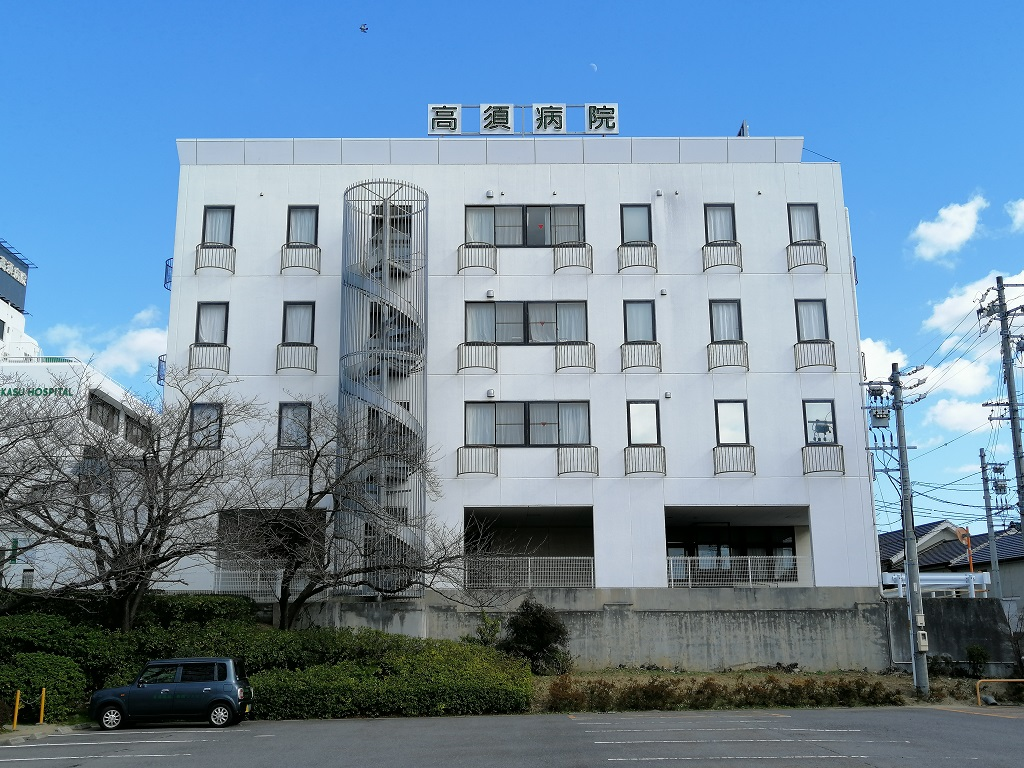
高須病院

- 小栗重吉（1785年 - 1853年） - 江戸時代の船頭。長期の漂流体験をした。
- 関信三（1843年 - 1880年） - 教育者。日本初の幼稚園を創る。
- 神谷傳兵衛（1856年 - 1921年） - 実業家。東京・浅草の神谷バー、茨城県牛久市のシャトーカミヤの創立者。三河鉄道社長。
- 愛知山春雄（1922年 - 1986年） - 大相撲力士。本名は高橋春長。
- 稲垣実男（1928年 - 2009年） - 衆議院議員。北海道・沖縄開発庁長官。
- 宗田理（1928年 - ） - 小説家。『ぼくらの七日間戦争』など。
- 若二瀬唯之（1942年 - 1997年） - 大相撲力士。朝日山親方。本名は戸嶋忠輝。
- 高須克弥（1945年 - ） - 医学博士。高須クリニック院長。
- 佐々木悠太 (ラジオパーソナリティ) - ラジオパーソナリティ、イベント司会者、歌手。
- 石堂克利（1980年 - ） - プロ野球選手。
- 都築恵理 - 歌手。
- Viki - シンガーソングライター。